# 石のスープ
石のスープ（ポルトガル語: Sopa de pedra）は、
1. ポルトガルに伝わる民話。そしてそのエピソードから、協力を集めるための呼び水の比喩にも使われる。似た形の民話はヨーロッパ各地にあるが、北ヨーロッパでは石の代わりに釘、東ヨーロッパでは斧が使われている。
2. アレンテージョ地方発祥の同名の伝統料理。

## 民話の概要
飢えた旅人（修道士とも）が集落にたどり着き、民家に食事を求めて立ち寄ったが、食べさせるものはないと断られてしまった。一計を案じた旅人は、路傍の石を拾うともう一度民家にかけ合った。「煮るとスープができる不思議な石を持っているのです。鍋と水だけでも貸してください」
興味を持った家人は旅人を招き入れた。旅人は石を煮始めると「この石はもう古くなっているので濃いスープになりません。塩を加えるとよりおいしくなるのですが」と説明した。家人は塩を持ってくる。
旅人は同じようにして、小麦と野菜と肉を持ってこさせた。できあがったスープは見事な味に仕上がっていて、何も知らない家人は感激してしまった。旅人はスープのできる石を家人に預けると、また旅立っていった。
ヒュー・ロフティング作『ガブガブの本』（『ドリトル先生』シリーズのスピンオフ作品）では、ナポレオンが1812年に行ったロシア侵攻に際してフランス軍の兵士が農家の婦人を騙した逸話